# 赤来町
赤来町（あかぎちょう）は、かつて島根県の山間部にあり、広島県と境を接していた町。飯石郡に属した。
山間部の町であったため、都市部の町と比較して人口も少なかった。
隣接する頓原町と合併し、新しく飯南町となったため自治体上消滅した。

## 歴史
- 1957年（昭和32年）1月1日 - 赤名町・来島村が合併して赤来町が発足。
- 2005年（平成17年）1月1日 - 頓原町と合併して飯南町が発足。同日赤来町廃止。

## 教育

### 小学校
- 赤来町立赤名小学校
- 赤来町立来島小学校
- 赤来町立谷小学校（2005年、赤名小学校へ統合）
- 赤来町立小田小学校（2005年、来島小学校へ統合）

（統合時は飯南町立）

### 中学校
- 赤来町立赤来中学校

### 高等学校
- 島根県立飯南高等学校

## 交通

### 鉄道
旧町内を走る鉄道はない。

### 道路

#### 高速道路
旧町内を通る高速道路はない。

#### 国道
- 国道54号
- 国道184号

#### 県道
- 主要地方道
  - 島根県道55号瑞穂赤来線（現・島根県道55号邑南飯南線）
- 一般地方道
  - 島根県道166号邑智赤来線（現・島根県道166号美郷飯南線）

## 電気
後藤柳次郎が1914年（大正3年）8月事業許可を受け赤名村に発電所（瓦斯力、出力5kw）を建設し12月事業開始。その後合名会社後藤電気商会を設立し1915年（大正4年）6月に事業譲渡した。しかし1919年（大正8年）5月赤名村に大火があり後藤電気商会も被害をうけ電灯供給が停止してしまった。その後1925年（大正14年）8月赤名電気へ事業譲渡され供給開始するまで無点灯期間があった。その赤名電気も1926年（大正15年）3月島根電力へ合併される。